# Ли Яньцзюнь
Ли Яньцзюнь (кит. 李延軍, англ. Yang Xiaojun; р. 18 марта 1963, Фушунь, провинция Ляонин, Китай) — китайская волейболистка, центральная блокирующая. Чемпионка летних Олимпийских игр 1984 года, чемпионка мира 1986.

## Биография
В национальных соревнованиях Ли Яньцзюнь на протяжении своей спортивной карьеры выступала за армейскую команду «Байи», с которой трижды становилась чемпионкой страны. В 1983—1986 входила в сборную Китая. В её составе выигрывала «золото» Олимпиады-1984, Кубка мира 1985, чемпионата мира и Азиатских игр 1986 года.
В декабре 1985 принимала участие в двух «Гала-матчах» ФИВБ, в которых сборная Китая играла против сборной «Звёзды мира». 

## Достижения

### Клубные
- 3-кратная чемпионка Китая — 1982, 1989, 1991.

### Со сборной Китая
- Олимпийская чемпионка 1984.
- чемпионка мира 1986.
- победитель розыгрыша Кубка мира 1985.
- чемпионка Азиатских игр 1986.
- серебряный призёр чемпионата Азии 1983.